# Mietvilla Bruno Hörning
Die Mietvilla Bruno Hörning liegt im Stadtteil Oberlößnitz der sächsischen Stadt Radebeul, in der Wettinstraße 9. Sie wurde 1894 durch den Baumeister Adolf Neumann für den Bauherrn Bruno Hörning errichtet.

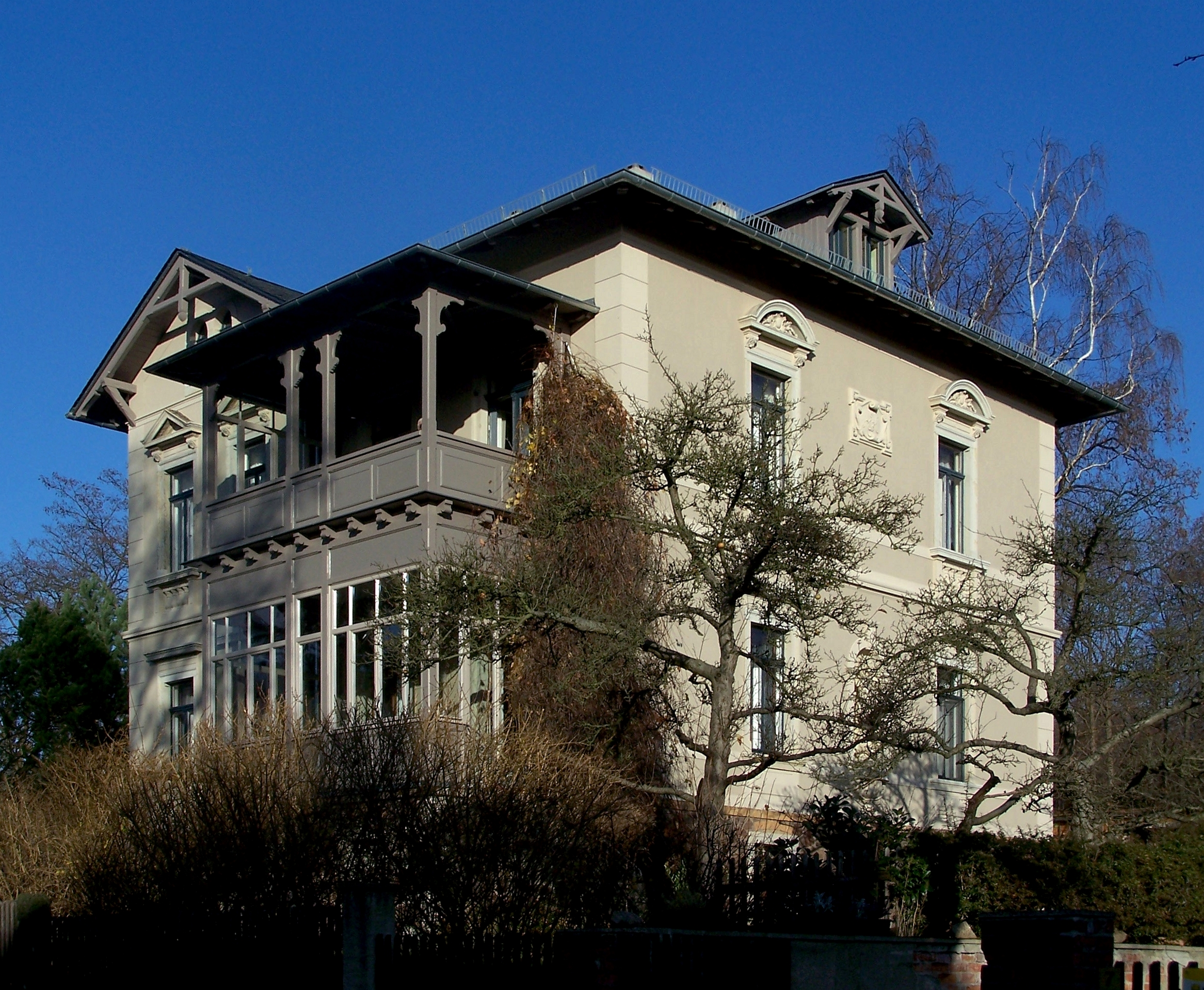
Mietvilla Bruno Hörning

## Beschreibung
Die zweigeschossige, mitsamt einer Plastik an der Südwand sowie der Einfriedung unter Denkmalschutz stehende Mietvilla steht auf einem Souterraingeschoss als Sockel aus Bruchsteinen; oben auf dem Gebäude befindet sich ein schiefergedecktes, abgeplattetes Walmdach. Auf der Gebäuderückseite schließt sich auf der nach Nordosten zeigenden Seite ein zweigeschossiger Seitenflügel mit einem Flachdach an.
In der Hauptansicht des sich auf der östlichen Straßenseite befindlichen Wohnhauses steht links von der Mitte ein Seitenrisalit mit einem flach geneigten Sparrengiebel, vor der dadurch rechts entstehenden Rücklage steht eine heute zweigeschossige, hölzerne Veranda. In der nördlichen (linken) Seitenansicht befindet sich der Eingang oberhalb einer Freitreppe. In der rechten Seitenansicht steht in einer Wandnische eine Plastik.
Der Putzbau wird durch Eckquaderungen und Gesimse gegliedert. Die Fenster werden von Sandsteingewänden eingefasst und durch Fensterverdachungen geschützt, im Obergeschoss als unterschiedliche Giebelverdachungen. Hinzu kommen dort Blendbrüstungsfelder und Stuckdekor.
Die Einfriedung des Grundstücks erfolgt durch Holzzaunfelder zwischen Sandsteinpfeilern.

## Geschichte
Der Niederlößnitzer Baumeister Adolf Neumann errichtete 1894 für den Bauherrn Bruno Hörning eine Mietvilla für zwei Parteien. Im Jahr 1904 erfolgte die Aufstockung der ursprünglich eingeschossigen, offenen Veranda.
Die heutigen Eigentümer wurden anlässlich der 15. Radebeuler Bauherrenpreisverleihung mit dem Bauherrenpreis in der Kategorie Bauen im Bestand ausgezeichnet.

### Bruno Hörning
Der Bauherr Bruno Hörning (* 22. April 1868 in Merseburg; † 6. Juni 1935 in Radebeul) wurde im Jahr 1904 zum ersten hauptamtlichen Gemeindevorstand von Oberlößnitz gewählt. Mit Inkrafttreten einer neuen Gemeindeordnung im Jahr 1923 wurde Hörning zum Bürgermeister von Oberlößnitz. Dies Amt bekleidete er bis 1933.
Hörning veranlasste insbesondere den Ausbau und die Beschleusung der Straßen, die Gründung eines Sparkassenverbands, die Beteiligung der Gemeinde am Wasserwerk „Neubrunn“ sowie am Bau des Realgymnasiums und der Gewerbe- und Handelsschule der Lößnitzortschaften.
Die Gemeinde Oberlößnitz ehrte Hörning im Juni 1929 anlässlich seines 25-jährigen Amtsjubiläums mit der Widmung eines Platzes auf seinen Namen.